# Умовний рефлекс
Умо́вний рефле́кс — складна пристосувальна реакція організму, що виникає на ґрунті утворення тимчасового нервового зв'язку (асоціації) між сигнальним (умовним) та підкріплюючим його безумовним подразником.
Умовні рефлекси формуються на основі вроджених рефлексів і безумовних рефлексів.
Умовні рефлекси — індивідуальні, набуті рефлекторні реакції, які виробляються на базі безумовних рефлексів. Їх ознаки:
1. Набуваються протягом усього життя організму.
2. Неоднакові у представників одного виду.
3. Не мають готових рефлекторних дуг.
4. Вони формуються при певних умовах.
5. В їх здійсненні основна роль належить корі великого мозку.
6. Мінливі, легко виникають і легко зникають залежно від умов, в яких знаходиться організм.

Умови утворення умовних рефлексів:
1. Одночасна дія двох подразників: індиферентного для даного виду діяльності, який надалі стає умовним сигналом і безумовного подразника, який викликає певний безумовний рефлекс.
2. Дія умовного подразника завжди випереджує дію безумовного (на 1-5с.).
3. Підкріплення умовного подразника безумовним повинно бути кількаразовим.
4. Безумовний подразник повинен бути біологічно сильним, а умовний володіти помірною оптимальною силою.
5. Умовні рефлекси швидше й легше формуються при відсутності сторонніх подразників.

Умовні рефлекси можна виробляти не лише на основі безумовних, але і на основі раніше набутих умовних рефлексів, які стали достатньо міцними. Це умовні рефлекси вищого порядку.
Умовні рефлекси бувають:
- природні — рефлекторні реакції, які виробляються на зміни навколишнього середовища, і завжди супроводять появу безумовного. Наприклад, запах, вигляд їжі є природними сигналами самої їжі;
- штучні — умовні рефлекси, що виробляються на подразнення, які не мають до безумовно рефлекторної реакції природного відношення. Наприклад, слиновиділення на дзвоник або на час.
- соматичні
- вегетативні

Метод умовних рефлексів — метод дослідження ВНД. І. П. Павлов звернув увагу на те, що діяльність вищих відділів головного мозку не тільки пов'язана з прямим впливом подразників, які мають біологічне значення для організму, а й залежить від умов, які супроводять ці подразнення. Наприклад, у собаки слиновиділення починається не лише тоді, коли їжа потрапляє в рот, а й при вигляді, запаху їжі, як тільки вона побачить людину, яка завжди їй приносить їжу. І. П. Павлов пояснив це явище, розробивши метод умовних рефлексів. За методом умовних рефлексів він проводив досліди на собаках з фістулою (стомою) вивідного протоку привушної слинної залози. Тварині пропонували два подразника: їжа — подразник, який має біологічне значення і викликає слиновиділення; другий — індиферентний для процесу живлення (світло, звук). Ці подразники поєднували в часі так, щоб дія світла (звуку) на кілька секунд випереджала приймання їжі. Після ряду повторень слина починала виділятися під час спалаху лампочки за відсутності їжі. Світло (індиферентний подразник) назвали умовним, оскільки він є умовою, за якої проходило приймання їжі. Подразник, який має біологічне значення (їжа) назвали безумовним, а фізіологічну реакцію слиновиділення, яка відбувається внаслідок дії умовного подразника — умовним рефлексом.
Щоб з'ясувати механізм утворення умовних рефлексів, використовують часткове виділення певних частин кори великого мозку та реєстрацію електричної активності різних мозкових структур під час дії безумовного і умовного подразників.
І. П. Павлов вважав, що при одночасній дії на два різні аналізатори в різних чутливих ділянках півкуль великого мозку виникає збудження, а з часом, між ними утворюється зв'язок. Наприклад, при спалахуванні лампочки і підкріпленні цього подразника їжею виникає збудження в кірковій частині зорового аналізатора, що знаходиться в потиличній ділянці кори і збудження харчового центра кори півкуль великого мозку — тобто в обох кіркових центрах (зоровому і харчовому), між якими утворюється нервовий зв'язок, який при багаторазовому поєднанні в часі цих подразників стає міцним.
При умовних рефлексах, як і при безумовних, відбувається зворотна аферентація, тобто сигнал про те, що відбулась умовнорефлекторна реакція. Вона дає можливість ЦНС оцінити поведінкові акти. Без такої оцінки неможливе тонке пристосування поведінки до постійно змінних умов середовища.
Дослідження тварин, в яких видаляли ділянки кори, показало, що в цих тварин можна виробити умовні рефлекси. Отже, умовні рефлекси формуються внаслідок взаємодії кори великого мозку і підкіркових центрів. Структура рефлекторної дуги умовного рефлексу має складний характер. Так, в утворенні складних поведінкових реакцій кора має провідне значення, а при формуванні вегетативних умовних рефлексів кора і підкіркові структури відіграють однакову роль. Доведено, що руйнування сітчастого утвору затримує утворення умовних рефлексів, а подразнення його електричним струмом прискорює їх утворення.
Умовним подразником може стати будь-яка зміна в навколишньому середовищі або внутрішньому стані організму, якщо вони:
1. самі не викликають безумовного рефлексу тобто байдужі.
2. їхня сила достатня, щоб викликати безумовний орієнтувальний рефлекс.

Наприклад, звуки, світло, кольори, запахи, смакові речовини, дотик, тиск, тепло, холод, положення тіла в просторі — усі ці та інші індиферентні подразники при їхньому поєднанні з безумовним подразником та за умови достатньої сили стають сигналами, що викликають той чи інший умовний рефлекс.